# الحنونة
الحنونة هي رواية للكاتب الفلسطيني وليد أبو بكر، نُشرت لأول مرة في 1 يناير 1985 عن المؤسسة العربية للدراسات والنشر. تقع الرواية في 221 صفحة، وتندرج ضمن فئة روايات الإثارة والمغامرات المترجمة. تُعد الحنونة واحدة من أربع روايات كتبها الكاتب إلى جانب: العدوى، الخيوط، الوجوه. تميزت كتاباته بتصوير الهم الفلسطيني ومعاناة الشعب الفلسطيني، حيث يطرح في كل رواية جانبًا مختلفًا من المقاومة والنضال الفلسطيني بأسلوب أدبي مميز.

## ملخص الرواية
تدور أحداث الحنونة في قرية يعبد، مسقط رأس الكاتب، قبل نكبة عام 1948، في فترة نشاط الشيخ عز الدين القسّام. تحكي الرواية قصة يوسف البدري، الذي يغادر قريته ثم يعود إليها لاحقًا، مسترجعًا ذكرياته في وطنه فلسطين، وبلدته يعبد على وجه التحديد.